# Blosville
Blosville település Franciaországban, Manche megyében. Lakosainak száma 322 fő (2022. január 1.). Blosville Sébeville, Boutteville, Hiesville, Liesville-sur-Douve, Sainte-Marie-du-Mont, Carentan-les-Marais és Sainte-Mère-Église községekkel határos.

## Népesség
A település népességének változása:
| Lakosok száma | 296  | 210  | 223  | 253  | 299  | 306  | 313  | 324  | 326  | 322  |
|               | 1968 | 1982 | 1990 | 2006 | 2013 | 2015 | 2017 | 2019 | 2020 | 2022 |